# Ненецький автономний округ
Не́нецький автоно́мний о́круг (рос. Ненецкий автономный округ; нен. Ненёцие автономной ӈокрук) — суб'єкт Російської Федерації (у складі Архангельської області), входить до складу Північно-Західного федерального округу.
Адміністративний центр — місто Нар'ян-Мар.
Межує на півдні з Республікою Комі, на південному заході — з Архангельською областю, на північному сході — з Ямало-Ненецьким автономним округом.
Утворений 15 липня 1929 року.
Найменший за населенням суб'єкт Російської Федерації. Станом на 2017 рік за середньою зарплатою працівників (80 тис. рублів на місяць) регіон посідає друге місце в Росії після Чукотського автономного округу.

## Географічне положення
Ненецький автономний округ розташований на півночі Східно-Європейської рівнини, більша його частина розташована за Полярним колом. Включає острови Колгуєв і Вайгач, півострів Канін. Омивається Білим, Баренцевим, Печорським і Карськими морями Північного Льодовитого океану.

### Природні умови
Рельєф території в основному рівнинний; виділяються стародавній Тіманський кряж і хребет Пай-Хой (висота до 467 м), заболочені ділянки Великоземельської і Малоземельської тундри. Головна річка — Печора. На території Ненецького автономного округу є густа мережа невеликих річок і дрібних озер, нерідко сполучених короткими протоками. На території Ненецького автономного округу поширені тундро- і торф'яно-глеєві ґрунти.
Геологічно територія НАО належить двом різновіковим докембрійськім осадковим плитам: Російській і Печорській. Умовна межа між ними збігається із зоною західно-тиманських глибинних розломів.
Плити мають двоповерхову будову: нижній поверх — інтенсивно дислокований складчастий фундамент, верхній — полого залягаючий, слабо дислокований осадковий чохол. Формування кристалічного фундаменту Російської плити завершилося вже в середньому протерозої, складчастого фундаменту Печорської плити — в другій половині протерозою (балтійська складчастість). Обидва фундаменти після свого формування піддалися неодноразовим перетворенням, були розбиті розломами, одні ділянки піднялися, інші, навпаки, занурилися. Наслідком цього є дуже нерівна поверхня фундаментів.

### Клімат
Клімат суворий: середня температура січня від −12 °C на південному заході до −22 °C на північному сході, середня температура липня від +6 °C на півночі до +13 °C на півдні; кількість опадів — близько 350 мм на рік; багаторічна мерзлота.
Ненецький округ зазнає систематичне вторгнення атлантичних та арктичних повітряних мас. Часта зміна повітряних мас — причина постійної мінливості погоди. Взимку і восени переважають вітри з південною складовою, а влітку — північні і північно-східні, обумовлені вторгненням холодного арктичного повітря на нагрітий материк, де атмосферний тиск в цей час знижений.
Температура повітря влітку визначається величиною сонячної радіації і тому закономірно підвищується з півночі на південь. Середня температура липня в Нар'ян-Марі становить +12° С. Взимку основним чинником температурного режиму є перенесення тепла з Атлантики, тому виразно виражено пониження температури із заходу на схід. Середня температура січня в Нар'ян-Марі −16° С, зима триває в середньому 220—240 днів. Вся територія округу розташована в зоні надмірного зволоження. Річна кількість опадів коливається від 400 мм (на узбережжі морів і на арктичних островах) до 700 мм. Мінімум опадів спостерігається в лютому, максимум — в серпні — вересні. Не менше 30 % опадів випадає у вигляді снігу, присутня багаторічна мерзлота.

### Гідрографія
Територія округу омивається на заході водами Білого, на півночі Баренцева і Печорського, на північному сході Карського морів, створюючими численні затоки — губи: Мезенську, Чеську, Колоколковську, Печорську, Хайпудирську і ін.
Характерні густа річкова мережа (в середньому 0,53 км на 1 км² площі), велика кількість озер. Річки відносяться до басейнів морів Північного Льодовитого океану, мають в основному рівнинний характер, а на кряжах — порожистий. Живлення переважно талими сніговими водами (до 75 % стоку). Дощові води мають підлегле значення (15—20 % стоку), частка підземних вод становить 5—10 % або практично відсутня. Розподіл стоку носить різко виражену сезонність з літньою і зимовою меженью, великими весняними і незначними осінніми паводками. Тривалість льодоставу 7—8 місяців. Товщина льоду до кінця зими досягає 0,7—1,2 м, а невеликі тундрові річки промерзають до дна.
Серед річок особливе місце займає річка Печора, в межах округу знаходиться її пониззя (220 км) з обширною дельтою. Глибини дозволяють морським судам підніматися до Нар'ян-Мара. По водності Печора поступається в європейській частині Росії тільки Волзі. Значними річками є також Віжас, Ома, Снопа, Пеша, Волонга, Індіга, Чорна, Море-Ю, Коротаїха, Кара, а також притоки Печори — Сула, Шапкина, Лая, Колва, Адзьва.
Серед озер виділяються Голодна Губа (186 км²), системи озер: Вашуткинські, Урдюзькі, Індігські і ін. Більшість озер дрібні з площею водного дзеркала до 3 км² і середніми глибинами 0,5—3 м, рідше 4—5 м. Улоговини озер в основному залишково-льодовикового і термокарстового походження, в долинах річок — реліктові озера-стариці. Болота займають 5—6 %, на узбережжі до 10—20 % території. Глибина їх від 0,5 до 2 м. Основні типи боліт: горбисті (плоско- і крупнобугристі) і верхові сфагнові грядово-мочажінні атмосферного живлення, заплавні низинні ґрунтового живлення і перехідні сфагнові. Потужність торф'яних покладів горбистих боліт досягає 3—5 м. Підземні води, за винятком району м. Нар'ян-Мара, вивчені недостатньо.

### Земельні ресурси
Земельний фонд округу на 1 січня 1999 р. склав 17 681 048 га. Він розподілений по наступних категоріях: землі сільськогосподарського призначення  — 16 799,3 тис. га (95,01 %); землі населених пунктів — 12,4 тис. га (0,07 %); землі підприємств промисловості, транспорту і іншого несільськогосподарського призначення — 39,8 тис. га (0,23 %); землі природоохоронного призначення — 2,0 тис. га (0,01 %); землі запасу — 827,5 тис. га (4,68 %). Площа сільськогосподарських угідь (сінокоси, пасовища, рілля) становить 25,9 тис. га, або менше 0,15 % у структурі земельного фонду округу. Лісами зайнято 847,8 тис. га (4,8 %), болотами — 1089,3 тис.(6,2 %), під водою — 1000,4 тис. га (5,66 %). На оленячі пасовища припадає 13 202,2 тис. га (74,67 %).

### Ґрунти
Залежно від біокліматичних умов, рельєфу, характеру ґрунтоутворюючих порід, глибини поверхневих вод розрізняють такі основні типи тундрових ґрунтів: аркто-тундрові глєєваті, тундрові примітивні, тундрові поверхньо-глєєві, торф'яно-болотні, дернові. На піщаних і супіщаних породах в умовах хорошого дренажу формуються тундрові опідзоленні ілювіально-гумусові ґрунти. Аркто-тундрові глєєваті зустрічаються на острові Вайгач і узбережжі Карського моря, тундрові примітивні — у верхній частині схилів Пай-Хоя, тундрові поверхньо-глєєві, як і торф'яно-болотні, широко поширені на території всього округу. На південному заході округу в підзоні північної тайги формується підзолисті глєєв-підзолісті ґрунти та ілювіально-залізисто-гумусові підзоли.
Ґрунтоутворюючий процес обумовлений низькими температурами, коротким літом, широким розповсюдженням багаторічних мерзлих порід і розвивається за глєєво-болотяним типом. Хімічне вивітрювання протікає слабо, а луги, що при цьому вивільняються, вимиваються з ґрунту, і він бідний на кальцій, натрій, калій, але збагачений залізом і алюмінієм. Нестача кисню та надмірна волога утрудняють розкладання рослинних залишків, які поволі накопичуються у вигляді торфу.

### Рослинність
Територія розташована в зонах тундри (76,6 %), лісотундри (15,4 %), південно-західна частина — в підзоні північної тайги (8 %). У зоні тундри виділяються підзони арктичної (4,9 %), гірської (3,5 %), північної (10,3 %), південної (57,9 %) тундри.
У підзоні арктичної тундри (узбережжя Карського моря і острів Вайгач) рослинність не утворює суцільного покриву. Промерзлий ґрунт звільняється (на сухих ґрунтах) від снігу сильними вітрами, розтріскується, і поверхня тундри розбивається на окремі багатокутники (полігони). Рослинність складається значною мірою з мохів і лишайників, трав: дрібних осок, злаків, пухівки, а також стланцевих форм чагарників.
У підзоні гірської тундри основний фон створюють осоково-лишайникові асоціації і чагарники з верби і карликової берези, що стеляться по землі.
Північна тундра охоплює північ Малоземельської тундри, у Великоземельській тундрі приурочена до крупних височин, південних схилаів хребта Пай-Хой. Тут моховий і лишайниковий покрив зімкнуті, з'являються чагарники з карликових беріз, низькорослих видів верб. Значні площі займають трав'яний-осокові болота, в долинах річок і струмків зустрічаються вербняки і тундрові луговини з рясним багатовидовим різнотрав'ям і злаками.
У підзоні південної тундри великі площі покриті чагарниками карликової берези, а також різними видами верб, багульника, ялівцю. Розвинений моховий і лишайниковий покрив, широко представлені чагарники, різнотрав'я, болотяні рослинні комплекси. У зоні лісотундри з'являється на вододілах рідколісна, а в долинах річок і на південних схилах горбів островами деревна рослинність: низькорослі ялини і берези, рідше модрини, що чергуються з ділянками тундри і боліт.
Для підзони північної тайги характерна наявність значних масивів зімкнутої деревної рослинності з переважанням ялинових і ялиново-березових лісів, по піщаних терасах річок і на болотах росте сосна. У заплавах річок ділянки з труднопрохідними чагарниками з різних видів верби і вільхи чергуються з осоковими болотами і лугами. На тундрових луговинах і лайдах виростають злаки (вейникі, мятліки, лісохвост, червона овсяниця) з домішкою різнотрав'я.
На території округу зустрічаються понад 600 видів квіткових рослин, декількох сотів видів мохів і лишайників. У прибережних морських водах з макрофітов, які представлені тут водоростями (близько 80 видів), переважають бурі водорості, в річках і проточних озерах — осока, хвощі і арктофіла. У річковому фітопланктоні домінують діатомові і сине-зелені, а в озерах — зелені і діатомові водорості.
У флорі широко поширені види північних груп, достатньо широко — тайгові види. Серед квіткових переважають злакові, хрестоцвітні, осокові, вербові. При антропогенних діях на рослинний покрив тундри відбувається заміщення чагарників, мохів і лишайників травами, що формують вторинний рослинний покрив. Найбільші площі з вторинною рослинністю зустрічаються в Великоземельської тундрі, в районах геологорозвідувальних і нафтогазодобичних робіт.
Флора багата різноманітними їстівними рослинами: ягодами, їстівними травами. Найбільше значення мають морошка, лохина, брусниця, чорниця, вороника. У лісотундрової зоні по долинах річок і в тайговій зоні ростуть смородина червона і чорна, жимолость, зустрічаються малина, суниця, шипшина. У теплі роки визрівають черемха і горобина, а на півдні Малоземельної тундри і в Каніно-Тиман'ї — журавлина. Використовуються в їжу щавель, дику цибулю та інші лугові рослини.
Багаті ресурси кормових рослин заплавних лугів — злаків, бобів, різнотрав'я, осок; значні запаси лишайників на оленячих пасовищах — кладоній, цетрарій; повсюдно виростають лікарські рослини.
На території округу зустрічається понад 100 видів капелюшних грибів. Видовий склад їх збільшується в напрямі з півночі на південь. У північній тундрі з їстівних ростуть сироїжки, моховики, підберезники, сухі грузді, південніше з'являються підосиновики, в лісотундрі і тайзі — грузді, рижки, вовнянки, білі та інші.

### Тваринний світ
Представлений мешканцями тундри, тайги, арктичних пустель.
Численні водні безхребетні: інфузорії, фітомонади, олігохети, нематоди, коловертки, нижчі ракоподібні, молюски і ін. Різноманітний видовий склад комах, величезна кількість кровоссальних: комарів, мошок, оводів.
Риби. З круглоротих зустрічається мінога. У річках і озерах водиться понад 30 видів риб. З прохідних — сьомга, омуль та інші; з напівпрохідних — нельма, сиг, ряпушка; з туводних (місцевих) — щука, в'язь, сорога, окунь, минь, пелядь, харіус та інші. У прибережних морях — оселедець, навага, камбала, сайка, корюшка та інші (близько 50 видів морських риб).
Із земноводних зустрічаються жаба трав'яна, сибірський углозуб, звичайна жаба, з рептилій — ящірка живородяща.
Птахи. Різноманітний видовий склад птахів — близько 160 видів, з яких 110 видів гніздяться в окрузі. Зимує близько 20 видів. По багатству видів і чисельності найбільш представлені горобині та сивкоподібні (кулики) — більш ніж по 40 видів і водоплаваючі — близько 30 видів. Промислове значення мають гусаки, витчі, а також біла куріпка — один з фонових видів тундри і лісотундри.
Ссавці. Зустрічається 31 вид наземних ссавців. Найчисленніші гризуни — лемінги (сибірський і копитний), щур водяний, полівки (полівка сибірська, Міддендорфа, вузкочерепна), в тайзі зустрічається вивірка лісова. З інших груп ссавців звичайні мідиця арктична і заєць білий; серед хижаків — песець, вовк, лисиця руда, росомаха, ведмідь бурий і ведмідь білий, куниця лісова, видра річкова, горностай, ласка; з парнокопитних — північний олень (дика форма) і лось.
У прибережних морях зустрічаються морські ссавці: білуха, північноатлантична фоцена, нарвал, нерпа кільчаста, морський заєць, сірий тюлень, атлантичний морж. Серед наземних ссавців основними об'єктами промислу є песець, лисиця, ведмідь бурий, куниця лісова, видра річкова і лось. З морських ссавців продовжується промисел тільки кільчастої нерпи і морського зайця. Ряд видів акліматизовані в окрузі. Із гризунів це ондатра, яка широко розповсюдилася по території і була об'єктом промислу; з риб — стерлядь, але її популяція залишилася дуже нечисленною. Заходять на нерест одиничні екземпляри горбуші, акліматизованої в басейні Баренцева моря.

## Історія
Перші поселення людей на території округу відносяться до VIII тисячоліття до н. е. (палеоліт). Численні стоянки епохи бронзи (II—I тисячоліття до н. е.). У V—XIII століттях н. е. тут мешкали племена невстановленої етнічної приналежності, яких на Русі знали під ім'ям «печера», а ненці називали «сиртя». До цієї культури відноситься Ортінськоє городище, святилища на річці Гнілкі і на острові Вайгач.
Ненці мігрували на територію округу з низин річки Об на початку II тисячоліття н. е. Приблизно в цей же час зачинається колонізація крайнього північного сходу Європи новгородцями. Руські літописи відзначають залежність у IX столітті Печори та Югри від київських князів і систематичний збір данини. Остаточне встановлення влади Новгорода над Печорою сталося в XIII—XV століттях. Після приєднання Новгорода до Москви в 1478 році до Московської держави перейшла і територія нинішнього Ненецького автономного округу. У 1500 році  військовою експедицією князя Семена Курбського на Печорі була закладена порубіжна фортеця Пустозерськ. Це нині неіснуюче місто протягом століть було адміністративним і торговельним центром всіх земель від Мезені до Уралу.
Нижню Печору і узбережжя Баренцева моря освоювали, окрім русів (поморів) і ненців, також комі-зиряни, комі-пермяки та комі-іжемці. У XVIII столітті почалося заселення поморами Канінського півострова.
У XIX столітті та на початку XX століття територія округу входила до складу Архангельської губернії.
Округ було утворено в 1929 році під назвою Ненецький національний округ, у 1977 році перейменовано в автономний округ.

## Населення
- Населення: 41 546 (2002)
  - Міське: 26 424 (63,6 %)
  - Сільське: 15 304 (36,8 %)
  - Питома вага міського населення: 63,9 %
  - Густота населення — 0,2 осіб/км²
  - Чоловіки: 20 547 (49,5 %)
  - Жінки: 20 999 (50,5 %)
- Жінок на 1000 чоловіків: 1022
- Середній вік: 31,5 років
  - Міського населення: 31,3 років
  - Сільського населення: 31,8 років
  - Чоловіків: 29,7 років
  - Жінок: 33,4 років
- Число приватних домогосподарств: 13 886 (з 40 867 осіб)
  - Міських: 9116 (з 25 763 осіб)
  - Сільських: 4769 (з 15 104 осіб)
- Статистика охорони здоров'я (2005)
  - Народжень: 607 (коефіцієнт народжуваності 14,5)
  - Смертей: 513 (коефіцієнт смертності 12,2)

### Національний склад
|          | перепис 1939    | перепис 1959    | перепис 1970    | перепис 1979    | перепис 1989    | перепис 2002    |
| -------- | --------------- | --------------- | --------------- | --------------- | --------------- | --------------- |
| Ненці    | 5602 (11,8 %)   | 4957 (10,9 %)   | 5851 (15,0 %)   | 6031 (12,8 %)   | 6423 (11,9 %)   | 7754 (18,7 %)   |
| Комі     | 6003 (12,6 %)   | 5012 (11,0 %)   | 5359 (13,7 %)   | 5160 (10,9 %)   | 5124 (9,5 %)    | 4510 (10,9 %)   |
| Росіяни  | 32 146 (67,5 %) | 31 312 (68,8 %) | 25 225 (64,5 %) | 31 067 (65,8 %) | 35 489 (65,8 %) | 25 942 (62,4 %) |
| Українці | 1402 (2,9 %)    | 2068 (4,5 %)    | 1224 (3,1 %)    | 2596 (5,5 %)    | 3728 (6,9 %)    | 1312 (3,2 %)    |
| Білоруси | 334 (0,7 %)     | 506 (1,1 %)     | 290 (0,7 %)     | 650 (1,4 %)     | 1051 (1,9 %)    | 426 (1,0 %)     |
| Інші     | 2130 (4,5 %)    | 1679 (3,7 %)    | 1170 (3,0 %)    | 1714 (3,6 %)    | 2097 (3,9 %)    | 1602 (3,9 %)    |

### Мовний склад
Володіння мовами в Ненецькому автономному окрузі за даними перепису 2020—2021 років (мови, володіння якими вказали 0,1 % або більше від кількості тих, хто вказав володіння будь-якою мовою):
| Мова                        | Все населення  | Все населення                                                  | Міське населення | Міське населення                                               | Сільське населення | Сільське населення                                             |
| Мова                        | Кількість осіб | % від тих, хто вказав володіння мовою / % від усього населення | Кількість осіб   | % від тих, хто вказав володіння мовою / % від усього населення | Кількість осіб     | % від тих, хто вказав володіння мовою / % від усього населення |
| --------------------------- | -------------- | -------------------------------------------------------------- | ---------------- | -------------------------------------------------------------- | ------------------ | -------------------------------------------------------------- |
| Російська                   | 37 859         | 99,49 % / 91,37 %                                              | 27 293           | 99,91 % / 89,00 %                                              | 10 566             | 98,43 % / 98,11 %                                              |
| Англійська                  | 1337           | 3,51 % / 3,23 %                                                | 1231             | 4,51 % / 4,01 %                                                | 106                | 0,99 % / 0,98 %                                                |
| Ненецька                    | 1279           | 3,36 % / 3,09 %                                                | 192              | 0,70 % / 0,63 %                                                | 1087               | 10,13 % / 10,09 %                                              |
| Комі                        | 968            | 2,54 % / 2,34 %                                                | 225              | 0,82 % / 0,73 %                                                | 743                | 6,92 % / 6,90 %                                                |
| Українська                  | 291            | 0,76 % / 0,70 %                                                | 263              | 0,96 % / 0,86 %                                                | 28                 | 0,26 % / 0,26 %                                                |
| Німецька                    | 234            | 0,61 % / 0,56 %                                                | 200              | 0,73 % / 0,65 %                                                | 34                 | 0,32 % / 0,32 %                                                |
| Таджицька                   | 91             | 0,24 % / 0,22 %                                                | 89               | 0,33 % / 0,29 %                                                | 2                  | 0,02 % / 0,02 %                                                |
| Узбецька                    | 57             | 0,15 % / 0,14 %                                                | 56               | 0,21 % / 0,18 %                                                | 1                  | 0,01 % / 0,01 %                                                |
| Татарська                   | 52             | 0,14 % / 0,13 %                                                | 43               | 0,16 % / 0,14 %                                                | 9                  | 0,08 % / 0,08 %                                                |
| Вказали володіння мовою     | 38 052         | 100,00 % / 91,84 %                                             | 27 317           | 100,00 % / 89,08 %                                             | 10 735             | 100,00 % / 99,68 %                                             |
| Не вказали володіння мовами | 3382           | — % / 8,16 %                                                   | 3348             | — % / 10,92 %                                                  | 34                 | — % / 0,32 %                                                   |
| Разом                       | 41 434         | — % / 100,00 %                                                 | 30 665           | — % / 100,00 %                                                 | 10 769             | — % / 100,00 %                                                 |

### Українцітаукраїнська мовав Ненецькому автономному окрузі

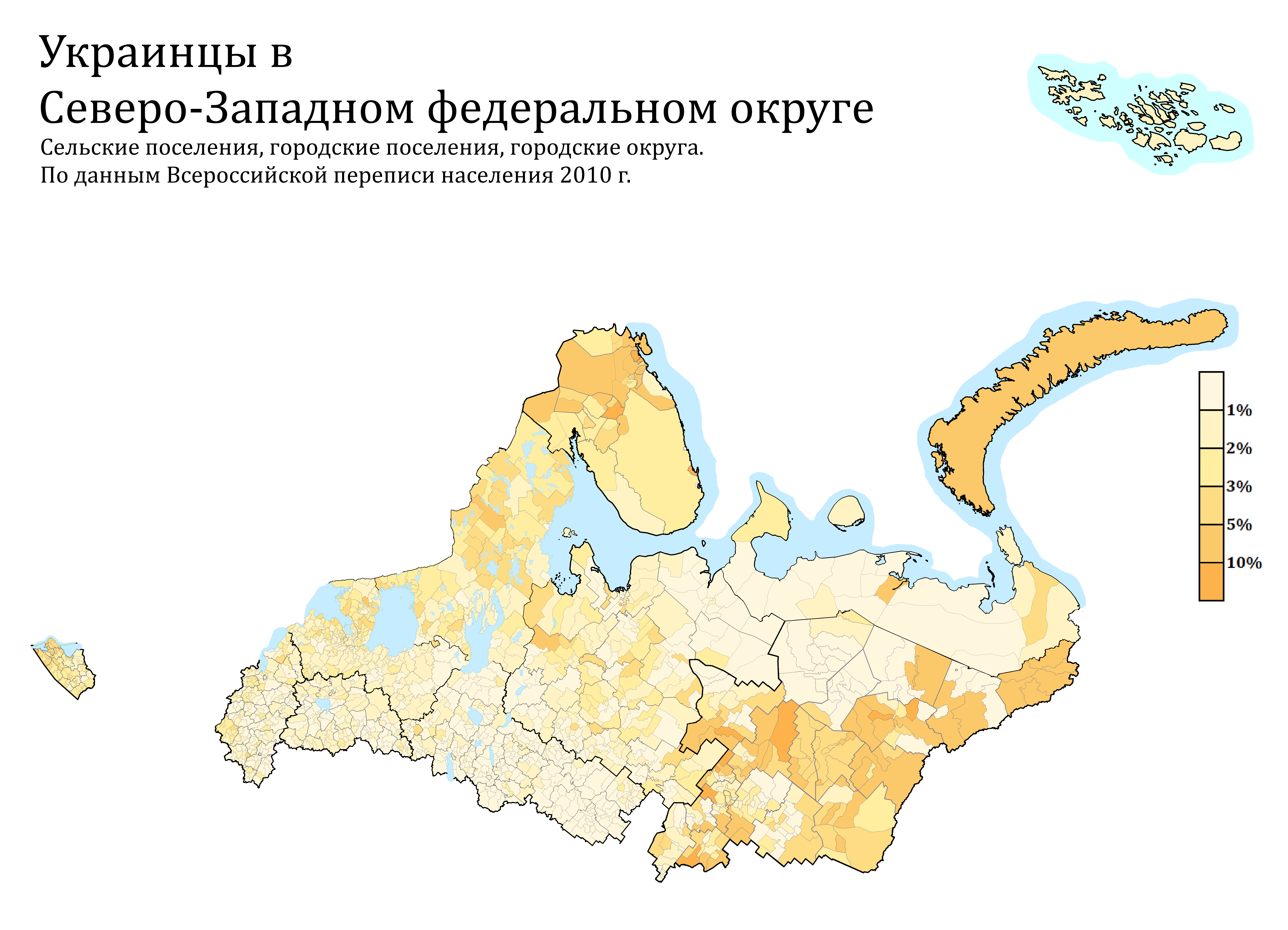
Розселення українців у Північно-Західному федеральному окрузі за даними перепису 2010 року

За даними перепису 2020—2021 років 495 осіб (1,32 % серед тих, хто вказав національну приналежність, та 1,19 % серед усього населення) вказали себе українцями. З них 452 особи (1,69 % / 1,47 %) проживали у міській місцевості, 43 особи (0,40 % / 0,40 %) — у сільській. Володіння українською мовою в окрузі вказала 291 особа (0,76 % % серед тих, хто вказав володіння будь-якою мовою, та 0,70 % % серед усього населення), з яких 263 особи (0,96 % / 0,86 %) проживали у міській місцевості, 28 особи (0,26 % / 0,26 %) — у сільській. Про використання української мови в повсякденному житті заявили 114 осіб, з яких 106 осіб проживали у міській місцевості, 8 осіб — у сільській.

## Адміністративний устрій
На території Ненецького автономного округу знаходяться два міські поселення:
- м. Нар'ян-Мар
- смт. Іскатєлєй

Решта населених пунктів має статус сільських.
У 2005 році був утворений Заполярний район, що включає всю територію округу, за винятком території міського округу Нар'ян-Мар.

## Влада
2 червня 2006 Президент РФ Володимир Путін за поданням Генеральної прокуратури тимчасово усунув з посади голову Ненецького автономного округу Олексія Барінова, який 23 травня 2006 був арештований за звинуваченням в шахрайстві у великих розмірах і розкраданнях. Тимчасово виконуючим обов'язки голови округу призначений головний федеральний інспектор по НАО Валерій Потапенко.
7 серпня 2006 збори депутатів Ненецького автономного округу за поданням Володимира Путіна одноголосно затвердили Валерія Потапенка на посаді губернатора.

## Персоналії
- Марія Яківна Бармич (1934, Каніно-Тиманський район, Ненецький автономний округ, РРФСР, СРСР — 2023, Санкт-Петербург, РФ) — радянський і російський педагог, дослідниця ненецької мови, професор, перша вчена серед ненецьких жінок.